# رودولفو استيبان كاردوسو
رودولفو استيبان كاردوسو (بالإسبانية: Rodolfo Esteban Cardoso)‏ (17 أكتوبر 1968 بأزول، مقاطعة بوينس آيرس في الأرجنتين - ) هو مدرب كرة قدم ولاعب كرة قدم أرجنتيني في مركز الوسط. شارك مع منتخب الأرجنتين لكرة القدم. أما مع النوادي، فقد لعب مع إستوديانتيس دي لا بلاتا وبوكا جونيورز وفيردر بريمن ونادي فرايبورغ ونادي هامبورغ ونادي هامبورغ 08.

## وصلات خارجية
- رودولفو استيبان كاردوسو على موقع الاتحاد الدولي (مؤرشف)  (الإنجليزية)
- رودولفو استيبان كاردوسو على موقع قاعدة بيانات كرة القدم.إي يو (الإنجليزية)
- رودولفو استيبان كاردوسو على موقع بيانات كرة القدم. دي إي (الألمانية)
- رودولفو استيبان كاردوسو على موقع ناشيونال فوتبول تيمز (الإنجليزية)
- رودولفو استيبان كاردوسو على موقع عالم كرة القدم.نت (الإنجليزية)